# Karl-Heinz Krüger
Karl-Heinz Krüger, född den 25 december 1953 i Templin i Brandenburg, är en östtysk boxare som tog OS-brons i welterviktsboxning 1980 i Moskva. I semifinalen förlorade han med 0-5 mot Andrés Aldama från Kuba.